# Grande Prêmio de Singapura de 2014
O Grande Prêmio de Singapura de 2014 (formalmente 2014 Formula 1 Singapore Airlines Singapore Grand Prix) foi uma corrida de Fórmula 1 disputada em 21 de setembro de 2014 no Circuito Urbano de Marina Bay, Singapura. Foi a 14ª etapa da temporada de 2014 e Lewis Hamilton obteve o segundo hat-trick do automobilismo consecutivo.

## Pneus
| Nome do composto | Cor      | Cor | Banda de rolamento | Condições de condução         | Dry Type*    | Aderência      | Longevidade   |
| ---------------- | -------- | --- | ------------------ | ----------------------------- | ------------ | -------------- | ------------- |
| Super Macio      | Vermelho |     | Slick              | Seco                          | Option       | Mais aderência | Menos durável |
| Macio            | Amarelo  |     | Slick              | Seco                          | Prime/Option | Médio          | Médio         |
| Intermediário    | Verde    |     | Sulcos             | Molhado (água não estagnante) | x            | x              | x             |
| Chuva            | Azul     |     | Sulcos             | Molhado (água estagnante)     | x            | x              | x             |

## Resultados

### Treino Classificatório
| Pos.                     | Nu. | Piloto            | Construtor           | Q1       | Q2       | Q3       | Grid |
| ------------------------ | --- | ----------------- | -------------------- | -------- | -------- | -------- | ---- |
| 1                        | 44  | Lewis Hamilton    | Mercedes             | 1:46.921 | 1:46.287 | 1:45.681 | 1    |
| 2                        | 6   | Nico Rosberg      | Mercedes             | 1:47.244 | 1:45.825 | 1:45.688 | 2    |
| 3                        | 3   | Daniel Ricciardo  | Red Bull-Renault     | 1:47.488 | 1:46.493 | 1:45.854 | 3    |
| 4                        | 1   | Sebastian Vettel  | Red Bull-Renault     | 1:47.476 | 1:46.586 | 1:45.902 | 4    |
| 5                        | 14  | Fernando Alonso   | Ferrari              | 1:46.889 | 1:46.328 | 1:45.907 | 5    |
| 6                        | 19  | Felipe Massa      | Williams-Mercedes    | 1:47.615 | 1:46.472 | 1:46.000 | 6    |
| 7                        | 7   | Kimi Räikkönen    | Ferrari              | 1:46.685 | 1:46.359 | 1:46.170 | 7    |
| 8                        | 77  | Valtteri Bottas   | Williams-Mercedes    | 1:47.196 | 1:46.622 | 1:46.187 | 8    |
| 9                        | 20  | Kevin Magnussen   | McLaren-Mercedes     | 1:47.976 | 1:46.700 | 1:46.250 | 9    |
| 10                       | 26  | Daniil Kvyat      | Toro Rosso-Renault   | 1:47.656 | 1:46.926 | 1:47.362 | 10   |
| 11                       | 22  | Jenson Button     | McLaren-Mercedes     | 1:47.161 | 1:46.943 |          | 11   |
| 12                       | 25  | Jean-Éric Vergne  | Toro Rosso-Renault   | 1:47.407 | 1:46.989 |          | 12   |
| 13                       | 27  | Nico Hülkenberg   | Force India-Mercedes | 1:47.370 | 1:47.308 |          | 13   |
| 14                       | 21  | Esteban Gutiérrez | Sauber-Ferrari       | 1:47.970 | 1:47.333 |          | 14   |
| 15                       | 11  | Sergio Pérez      | Force India-Mercedes | 1:48.143 | 1:47.575 |          | 15   |
| 16                       | 8   | Romain Grosjean   | Lotus-Renault        | 1:47.862 | 1:47.812 |          | 16   |
| 17                       | 99  | Adrian Sutil      | Sauber-Ferrari       | 1:48.324 |          |          | 17   |
| 18                       | 13  | Pastor Maldonado  | Lotus-Renault        | 1:49.063 |          |          | 18   |
| 19                       | 17  | Jules Bianchi     | Marussia-Ferrari     | 1:49.440 |          |          | 19   |
| 20                       | 10  | Kamui Kobayashi   | Caterham-Renault     | 1:50.405 |          |          | 20   |
| 21                       | 4   | Max Chilton       | Marussia-Ferrari     | 1:50.473 |          |          | 21   |
| 22                       | 9   | Marcus Ericsson   | Caterham-Renault     | 1:52.287 |          |          | 22   |
| Tempo dos 107%: 1:54.152 |     |                   |                      |          |          |          |      |
| Fonte:                   |     |                   |                      |          |          |          |      |

### Corrida
| Pos.   | Nu. | Piloto            | Construtor           | Voltas' | Tempo/Retirado    | Grid | Pts. |
| ------ | --- | ----------------- | -------------------- | ------- | ----------------- | ---- | ---- |
| 1      | 44  | Lewis Hamilton    | Mercedes             | 60      | 2:00:04.795       | 1    | 25   |
| 2      | 1   | Sebastian Vettel  | Red Bull-Renault     | 60      | +13.534           | 4    | 18   |
| 3      | 3   | Daniel Ricciardo  | Red Bull-Renault     | 60      | +14.273           | 3    | 15   |
| 4      | 14  | Fernando Alonso   | Ferrari              | 60      | +15.389           | 5    | 12   |
| 5      | 19  | Felipe Massa      | Williams-Mercedes    | 60      | +42.161           | 6    | 10   |
| 61     | 25  | Jean-Éric Vergne  | Toro Rosso-Renault   | 60      | +56.801           | 12   | 8    |
| 7      | 11  | Sergio Pérez      | Force India-Mercedes | 60      | +59.380           | 15   | 6    |
| 8      | 7   | Kimi Raikkonen    | Ferrari              | 60      | +1:00.641         | 7    | 4    |
| 9      | 27  | Nico Hülkenberg   | Force India-Mercedes | 60      | +1:01.661         | 13   | 2    |
| 10     | 20  | Kevin Magnussen   | McLaren-Mercedes     | 60      | +1:02.230         | 9    | 1    |
| 11     | 77  | Valtteri Bottas   | Williams-Mercedes    | 60      | +1:05.650         | 8    |      |
| 12     | 13  | Pastor Maldonado  | Lotus-Renault        | 60      | +1:06.915         | 18   |      |
| 13     | 8   | Romain Grosjean   | Lotus-Renault        | 60      | +1:08.290         | 16   |      |
| 14     | 26  | Daniil Kvyat      | Toro Rosso-Renault   | 60      | +1:12.800         | 10   |      |
| 15     | 9   | Marcus Ericsson   | Caterham-Renault     | 60      | +1:34.188         | 22   |      |
| 16     | 17  | Jules Bianchi     | Marussia-Ferrari     | 60      | +1:34.543         | 19   |      |
| 17     | 4   | Max Chilton       | Marussia-Ferrari     | 59      | +1 volta          | 21   |      |
| Ret    | 22  | Jenson Button     | McLaren-Mercedes     | 52      | Caixa de força    | 11   |      |
| Ret    | 99  | Adrian Sutil      | Sauber-Ferrari       | 40      | Vazamento de água | 17   |      |
| Ret    | 21  | Esteban Gutiérrez | Sauber-Ferrari       | 17      | Falha elétrica    | 14   |      |
| Ret    | 6   | Nico Rosberg      | Mercedes             | 13      | Cabos danificados | Box2 |      |
| NL     | 10  | Kamui Kobayashi   | Caterham-Renault     | 0       | Unidade de força  | 3    |      |
| Fonte: |     |                   |                      |         |                   |      |      |

Notas
↑1  – Jean-Éric Vergne teve acrescido cinco segundos ao seu tempo final na classificação, por exceder os limites da pista.
↑2  – Nico Rosberg largou dos boxes devido a problemas eletrônicos na volta de apresentação.
↑3  – A unidade de potência de Kamui Kobayashi falhou durante a volta de apresentação, alijando-o da prova.

## Volta de Liderança
- Lewis Hamilton : 58 (1-26), (28-52) e (54-60)
- Sebastian Vettel : 1 (53)
- Daniel Ricciardo : 1 (27)

## Tabela do campeonato após a corrida
Somente as cinco primeiras posições estão incluídas nas tabelas.
| Pos | Piloto           | Pontos | Var |
| --- | ---------------- | ------ | --- |
| 1   | Lewis Hamilton   | 241    | 1   |
| 2   | Nico Rosberg     | 238    | 1   |
| 3   | Daniel Ricciardo | 181    | 0   |
| 4   | Fernando Alonso  | 133    | 1   |
| 5   | Sebastian Vettel | 124    | 1   |

| Pos | Construtor           | Pontos | Var |
| --- | -------------------- | ------ | --- |
| 1   | Mercedes             | 479    | 0   |
| 2   | Red Bull-Renault     | 305    | 0   |
| 3   | Williams-Mercedes    | 187    | 0   |
| 4   | Ferrari              | 178    | 0   |
| 5   | Force India-Mercedes | 117    | 1   |